# DDR-Bahn-Radmeisterschaften 1953 (Berufsfahrer)
Die DDR-Meisterschaften im Bahnradsport für Berufsfahrer wurden 1953 zum vierten Mal ausgetragen. Die Meisterschaften im Berufsradsport der DDR fanden am 28. Juni auf der Radrennbahn von Zwickau vor 6.000 Zuschauern statt. Die Meistertitel wurden in den Disziplinen Sprint und Steherrennen vergeben.

## Sprint
Der Wettbewerb wurde eindeutig von Jürgen Müller dominiert, der alle seine Läufe sicher gewann. Titelverteidiger Karl Wesoly kam nur auf den 4. Platz.

### Ergebnisse
|    | Name          | Ort     |
| -- | ------------- | ------- |
| 1. | Jürgen Müller | Leipzig |
| 2. | Erhard Thiele | Dresden |
| 3. | Wilfried Mauf | Halle   |

## Steherrennen
Als Favorit ging wie im Vorjahr Hermann Schild ins Rennen. Von der achten Position aus startend hatte er sich nach 40 der 100 Kilometer auf den zweiten Platz hinter Hoyer vorgearbeitet. Wenige Runden später ging Schild in Führung und gewann mit 1.120 Metern Vorsprung auf den Zweiten. Alle weiteren Fahrer wurden von ihm mehrfach überrundet. Titelverteidiger Herbert Gerber kam durch einen Motorschaden seiner Schrittmachermaschine um seine Chancen.

### Ergebnisse
|    | Name           | Ort      |
| -- | -------------- | -------- |
| 1. | Hermann Schild | Chemnitz |
| 2. | Harry Hoyer    | Chemnitz |
| 3. | Rudi Keil      | Erfurt   |